# Bohuslav Šulc
Bohuslav Šulc, přezdíván Bója (* 5. září 1936 Mladá Boleslav) je český loutkoherec a režisér loutkového divadla. Více než čtyřicet let vedl loutku Hurvínka a je poslední žijící, který zažil Skupovou éru v Divadle Spejbla a Hurvínka.

## Život
Narodil se v Mladé Boleslavi a jeho rodiči byli divadelní ochotníci. Své první zkušenosti nasbíral v loutkovém divadle Na Podolci a poté, v roce 1953, nastoupil ve svých sedmnácti letech jako nadšený amatérský loutkoherec do Divadla Spejbla a Hurvínka. Zde ho Josef Skupa vyučil a už o rok později po svém nástupu poprvé vedl loutku Hurvínka, až postupně přebíral po Jiřině Skupové vedení loutky. Následně společně s Milošem Kirschnerem vytvořili dvojici, kde Kirschner dal Hurvínkovi hlas a Šulc zase pohyb. Díky tomu procestovali více než 110 zemí celého světa. Kromě vedení také režíroval a byl autorem několika divadelních scénářů. Proto, aby byl Hurvínek více pohyblivý a jen citlivým gestem zareagoval na každou improvizaci, nastálo mu přidal více nití, které se dříve jen občas navazovaly, a tím rozšířil jeho pohybové možnosti. Tuto pohybovou škálu využívá tato loutka dodnes. Mimo jiné vedl sólově i další loutky, jako například Louise Armstronga nebo v zahraničí i karikatury Charlieho Chaplina, Napoleona nebo Laurela a Hardyho.
V Divadle Spejbla a Hurvínka působil až do roku 1992, kdy začal působit na volné noze a vyučovat loutkoherectví na Vyšší odborné škole herecké v Praze. Během svého vystupování obdržel řadu ocenění, například Cenu japonských diváků v Tokiu a dvakrát Skupovu cenu na festivalu Skupova Plzeň. Dne 27. září 2017 převzal společně s Janem Skopečkem a Jánem Mahorem Čestné občanství Prahy 8 a za svou práci obdržel za rok 2017 Cenu Thálie za celoživotní mistrovství v kategorii loutkové divadlo.